# 4013 Ogiria
4013 Ogiria (1979 OM15) là một tiểu hành tinh vành đai chính được phát hiện ngày 21 tháng 7 năm 1979 bởi N. Chernykh ở Nauchnyj.